# Michaelophorus nubilus
Michaelophorus nubilus là một loài bướm đêm thuộc chi Michaelophorus, có ở Brasil, Colombia, Costa Rica, và Trinidad. Bướm bay vào tháng 1, tháng 2, và tháng 7, vàcó sải cánh dài khoảng 12–15 mm.